# Nathalie Auzépy
Nathalie Auzépy est une designer, architecte d'intérieur et plasticienne française.

## Biographie
Nathalie Auzépy est l'arrière-petite-fille d'Adolphe Alphand, architecte paysagiste du baron Haussmann. Ses parents sont Michèle Auzépy, pianiste et compositrice et Jean-Paul Sassy (1915-1992), metteur en scène de théâtre et de télévision.
Nathalie Auzépy est diplômée de l’École Camondo à Paris. Elle suit ensuite les cours de l'École supérieure des arts et techniques (ESAT) en architecture d'intérieur.
Elle travaille alors en indépendante, créant des pièces uniques pour des galeries d'art et fonde sa première entreprise, N.U Design en 1999.
En 2003, elle crée l'Agence de Design Global, N.A. Studio (Nathalie Auzépy Studio), rencontre rapidement une grande audience et travaille pour les marques de luxe comme Guerlain, Lancel, Kenzo, Hermès. Elle a à son actif plus de 500 projets pour les plus grandes marques sur tous les territoires, elle leur propose un concept global et une approche innovante : elle réussit à supprimer les images publicitaires des vitrines pour installer une scénographie artistique liée à l'histoire du produit.
Ses collections sont présentées lors de salons de design et d'art à Paris et à Milan. Elle est récompensée à plusieurs reprises au Salone del mobile international de Milan.
Plasticienne, elle réalise aussi des œuvres personnelles sensibles et poétiques en relation avec la nature, l'écologie, la condition féminine et le rapport au corps. Elle utilise toutes sortes de médias : dessin, sculpture, photographie, vidéos, installations lumineuses et sonores. Elle pratique aussi bien la scénographie, que la direction artistique ou la performance, utilisant à la fois des techniques traditionnelles et des innovations technologiques. Son œuvre est marquée par la spiritualité et l'humanité. Pendant cinq ans, Natalie Auzépy a travaillé avec un chaman, afin de mieux appréhender les forces et les émanations qu'elle ressent.
En 2019, elle ouvre un atelier, espace créatif polymorphe ouvert au public et aux professionnels, à Bruxelles, dans le quartier Dansaert,.
Ses œuvres sont exposées dans des événements d'art contemporain et figurent dans des collections privées et des musées.
En Belgique, ses sculptures sont présentes dans l’espace public de manière permanente à Chaudfontaine, Woluwe-Saint-Pierre et Woluwe-Saint-Lambert.

## Quelques œuvres
- L’Arbre à l’être, réalisé en métal époxy blanc, est un poème en mouvement et une architecture littéraire. Des lettres suspendues aux branches, provenant d'un poème de Louis Aragon sur Paris, se balancent au vent[14].
- Golden drops, installation comportant une de sculpture de 200 gouttes de différentes tailles en verre et en or et deux vidéos lentes en harmonie avec le Yin et le Yang, réalisée pour la marque The Harmonist , présentée en 2017 dans les boutiques de Paris et Los Angeles. Réalisé avec  et Rodolphe Pelerin[15].
- Les Feuilles de ville, de grandes feuilles d'acier, dont les fines nervures dessinent les fleuves, rues et places de plusieurs villes (Paris, Chaudfontaine ...) découpées finement[14]
- L'Arbre de vie, dans cette structure en forme d'arbre, des cordes tendues aux couleurs des lignes du métro parisien évoquent les tensions urbaines en mouvement. Les visiteurs sont  invités à toucher, caresser, pincer cordes et branches pour créer des sons inattendus, mais aussi du lien et de l'échange[14].

## Expositions

### 2011
- J'habille mon corps et mon espace, DESIGN4, Le 104, Paris

### 2015
- Une expérience parisienne, Musée Carnavalet, Paris[16]
- La Femme sacrée, N.A. Studio, Paris
- Festival du Design, Paris[17]

### 2016
- Natures et féminin sacré, Pavillon Davioud - Jardin du Luxembourg, Paris[18]
- YIA Art Fair, Bruxelles[19]
- Contemporary Venice-It’s LIQUID International Art Show, Palazzo Flangini, Venise[20]
- L’arbre de vie, sculpture et scénographie interactive, lumineuse et sonore, Nuit blanche, Paris
- Sans limites, de l’objet à l’œuvre, Parcours Saint Germain des Prés[21]
- PARTcours-PARKunst – Biennale d’art contemporain, Bruxelles[22]

### 2017
- Festival 5 saisons: « Feuille de Ville » Chaudfontaine[13]
- In Champion, Champion[23]
- Montalto Sculpture Prize, exposition collective des finalistes, Melbourne
- Exposition solo, Hôtel Renaissance, Paris[10]

### 2018
- PARTcours- ParKUNST, Bruxelles[24]

### 2019
- SENSES, Bruxelles[8]
- BABEL, Performances photographiques et picturales , demolition Party hotel Babel, Paris
- Art Chengdu
- Terre de Femme, Hôtel Cail, Paris[25]

## Distinctions
En 2010, Nathalie Auzépy, avec son studio DESIGN4, est lauréate de l'Award de design à Milan pour la collection Funky Space .
En 2017, elle obtient un Artist Seed Grant de ArtPrize pour City of leaf, Gran Rapid. La même année, elle fait partie des finalistes du Montalto Sculpture Prize pour l'Arc de vie à Melbourne.